# Archimedes (månekrater)
Archimedes er et stort nedslagskrater på Månen, der ligger i den østlige udkant af Mare Imbrium på Månens forside. Det er opkaldt efter den græske matematiker, fysiker og astronom Arkimedes (ca. 287 – ca. 212 f.Kr.).
Navnet blev officielt tildelt af den Internationale Astronomiske Union (IAU) i 1935. 

## Omgivelser
Syd for krateret ligger bjergområdet Montes Archimedes. Ved den sydøstlige rand ligger sletten Palus Putredinis med et system af riller ved navn "Rimae Archimedes", som strækker sig over 150 km. Nord-nordvest for Archimedes rejser Montes Spitzbergen sig, der er en række toppe i Mare Imbrium.
Øst for Archimedes ligger Autolycuskrateret, og måneoverfladen mellem disse to formationer var nedslagsstedet for Luna 2-landingsfartøjet. Det var den første rumsonde, som nåede Månens overflade, og den landede 13. september 1959.
Mod nordvest ligger det fremtrædende Aristilluskrater. Lavasletten mellem Archimedes, Aristillus og Autolycus danner Sinus Lunicus-bugten i Mare Imbrium. En snoet højderyg fører væk fra Archimedes i retning nord-nordvest og krydser disse marer. 

## Karakteristika
Archimedes' diameter er den største blandt kraterne i Mare Imbrium. Randen har en tydelig ydre vold, der fremtræder klar på grund af udkastet materiale og skinnet fra den øverste terrasse af den indre væg, men det har ikke det strålesystem, som typisk ses ved yngre kratere. Et trekantet forbjerg strækker sig 30 kilometer fra den sydøastlige rand.
Kraterets indre mangler en central top og er dækket af maremateriale. Der er heller ingen særlige høje dannelser, men der findes nogle få og små meteorkratere nær randen. Spredte faner af lyst strålemateriale ligger over kraterbunden og er mest sandsynligt endt der efter det nedslag, som skabte Autolycuskrateret.

## Satellitkratere
De kratere, som kaldes satellitter, er små kratere beliggende i eller nær hovedkrateret. Deres dannelse er sædvanligvis sket uafhængigt af dette, men de får samme navn som hovedkrateret med tilføjelse af et stort bogstav. På kort over Månen er det en konvention at identificere dem ved at placere dette bogstav på den side af satellitkraterets midte, som ligger nærmest hovedkrateret. Archimedeskrateret har følgende satellitkratere:
| Archimedes | Længde  | Bredde | Diameter |
| ---------- | ------- | ------ | -------- |
| C          | 31,6° N | 1,5° V | 8 km     |
| D          | 32,2° N | 2,6° V | 5 km     |
| E          | 25,0° N | 7,2° V | 3 km     |
| G          | 29,1° N | 8,2° V | 3 km     |
| H          | 23,9° N | 7,0° V | 4 km     |
| L          | 25,0° N | 2,6° V | 4 km     |
| M          | 26,1° N | 3,2° V | 3 km     |
| N          | 24,1° N | 3,9° V | 3 km     |
| P          | 25,9° N | 2,5° V | 3 km     |
| Q          | 28,5° N | 2,4° V | 3 km     |
| R          | 26,0° N | 6,6° V | 4 km     |
| S          | 29,5° N | 2,7° V | 3 km     |
| T          | 30,3° N | 5,0° V | 3 km     |
| U          | 32,8° N | 1,9° V | 3 km     |
| V          | 32,9° N | 4,0° V | 3 km     |
| W          | 23,8° N | 6,2° V | 4 km     |
| X          | 31,0° N | 8,0° V | 2 km     |
| Y          | 29,9° N | 9,5° V | 2 km     |
| Z          | 26,8° N | 1,4° V | 2 km     |

De følgende kratere er blevet omdøbt af IAU]:
- Archimedes A – Se Bancroftkrateret.
- Archimedes F – Se MacMillankrateret.
- Archimedes K – Se Spurrkrateret.

## Måneatlas
- Billeder af Archimedeskrateret i LPI-måneatlasset